# Головин, Борис Михайлович
Бори́с Миха́йлович Голови́н (20 ноября 1924 — 7 августа 1989) — советский учёный-физик, лауреат Сталинской премии 3-й степени (1953).
Родился 20 ноября 1924 г.
Окончил Ленинградский государственный университет (1948).
С 1949 по 1989 г. работал в Гидротехнической лаборатории, Институте ядерных проблем АН СССР и Лаборатории ядерных проблем ОИЯИ: научный сотрудник, начальник сектора, старший научный сотрудник.
Кандидат (1956), доктор (1968) физико-математических наук.
Специалист в области исследования физики ядра и элементарных частиц, нейтрон-протонного рассеяния, создании новых методик физического эксперимента.
Автор экспериментальных исследований нуклон-нуклонного и нуклон-дейтронного взаимодействий, исследований свойств многозазорных проекционных искровых камер. Предложил новые способы измерения поляризации пучков ядерных частиц.
Сталинская премия 3-й степени 1953 года — за экспериментальные исследования элементарных взаимодействий нуклонов с нуклонами и к-мезонами, выполненные на установке «М» Гидротехнической лаборатории.
Сочинения:
- Поляризационные эффекты в нуклон-дейтронных взаимодействиях при промежуточных энергиях /. Борис Михайлович Головин. – Дубна : ОИЯИ, 1993. – 88 с.: ил. –. (ОИЯИ ; Р1-93-435) (Лекции для молодых ученых ; Вып.60).